# Sea Fighter (FSF-1)
El Sea Fighter (FSF-1) es un buque de combate litoral experimental en desarrollo (2005–2008) por la Armada de los Estados Unidos. El diseño de su casco es un acuaplano de casco gemelo y área reducida (SWATH) que proporciona una estabilidad excepcional, incluso en mares agitados. Esta embarcación puede operar tanto en aguas azules como litorales. Para su propulsión a alta velocidad puede utilizar sus motores de turbina a gas duales, mientras que sus motores de diésel gemelos son más eficientes para la velocidad de crucero. Se puede reconfigurar fácilmente mediante el uso de módulos de misión intercambiables. Aeronaves como helicópteros pueden aterrizar y despegar desde la cubierta de vuelo superior. Asimismo, puede transportar embarcaciones pequeñas en su interior y lanzarlas de su popa. El navío se desarrolla bajo el programa Buque de Superficie Litoral-Experimental (LSC(X)) con designación de casco del tipo Plataforma Marina Rápida. Al primer buque se le asignó el símbolo de clasificación de casco FSF 1 y también se le denomina Buque-X. Este navío fue diseñado por compañía británica BMT Nigel Gee Ltd (anteriormente BMT Nigel Gee y Asociados Ltd) quiénes continúan trabajando en el desarrollo del barco.

## Descripción
El diseño del casco del Sea Fighter corresponde a un acuaplano de casco gemelo y área reducida (SWATH) construido en aluminio.
Con motores de turbina a gas gemelos, hidrojets cuádruples y cascos acuadinámicos el Sea Fighter es capaz de lograr velocidades de 50 nudos (90 km/h) o más. Está diseñado a partir de una estructura que puede transportar módulos de misión intercambiables, semejantes a los contenedores marítimos. Dichos módulos permiten una sencilla reconfiguración que se adapta a variados de requisitos de misión, que incluyen operaciones de minado, operaciones antisubmarinas, apoyo en misiones de asalto anfibio, guerra de superficie, transporte. También puede desarrollar misiones logísticas, lanzamiento de misiles crucero y operaciones de interdicción de fuerzas especiales. Los módulos de misión son cargados y almacenados en la cubierta interior del Sea Fighter con facilidad.
El buque tiene la capacidad de lanzar pequeñas embarcaciones de hasta 11 metros (36 pies) de longitud a través de la popa, como embarcaciones de asalto y sumergibles mediante una rampa de propósito dual, que también operaciones RORO para HMMWV y otros vehículos. Este barco cuenta con una cubierta de vuelo con espacio para dos helicópteros, capaz de operar con aeronaves de ala móvil semejantes al H-60, además de vehículos aéreos no tripulados. Los helicópteros pueden aterrizar con el buque en movimiento a velocidades de hasta 50 nudos (90 km/h). Un sistema especial de iluminación de cubierta que utiliza luz verde de baja intensidad fue desarrollado y aplicado alrededor de los bordes del barco y en el helipuerto. Es particularmente eficaz con anteojos de visión nocturna, haciendo los aterrizajes en el barco más fáciles que en otras embarcaciones convencionales, incluso a las altas velocidades en que opera el Sea Fighter.
El diseño básico tiene un desplazamiento de 1,100 toneladas, con una extensión de 79.9 metros (262 pies) sobre la línea de agua y 22 metros (72 pies) de ancho. La propulsión es provista por un montaje CODOG que comprende dos motores diésel MTU 595 y dos turbinas a gas LM2500. La propulsión a diésel es utilizada para navegar a velocidad crucero, mientras las turbinas producen alta potencia para operar a altas velocidades. Las dos turbinas a gas potencian cuatro hidrojets, conduciendo agua por de la popa inferior de cada casco y empujándola a través de grandes turbinas de agua, los cuales son responsables de la alta velocidad operativa del buque. Cada hidrojet posee empuje vectorial posibilitando el desplazamiento lateral al atracar, o incluso en reversa. El empuje vectorial permite al Sea Fighter hacer maniobras evasivas mientras navega a gran velocidad. Esto evitaría que la nave se viera obligada a tocar tierra o entrar en el camino de los barcos enemigos.
La superestructura frontal del Sea Fighter consta de un puente en la cubierta inferior y una estación de operaciones del vuelo en la superior. Su puente es relativamente pequeño y generalmente es gobernado por una tripulación de tres personas. Las estaciones de control del puente incorporan pantallas de cristal con modernos sistemas de asistencia a la navegación para el patrullaje en áreas costeras cuando opera a velocidad alta. Encima del puente se ubica una pequeña estación de operaciones de vuelo con un habitáculo para un solo operador. Esta proporciona una vista sin obstrucciones de la cubierta de vuelo, lo que permite al operador coordinar la aproximación y aterrizaje de helicópteros, supervisar la carga de contenedores de misión del barco, así como proporcionar ayuda visual para navegación.
El navío cuenta con un sistema computarizado para controlar sus otros sistemas y la navegación. La dirección y la aceleración son manejados por cable y no mecánicamente.
El primer buque del tipo (FSF 1) fue construido en el astillero Nichols Bros. Boat Builders en Freeland, Washington, bajo contrato con Titan Corporation, una filial de L-3 Comunicaciones. Nichols Shipyard fue seleccionado debido a su experiencia previa en la construcción de cascos de aluminio para transbordadores de alta velocidad.

## Función
El Sea Fighter es empleado por la Oficina de Investigación Naval como plataforma de pruebas tecnológicas orientadas al buque de combate litoral, así como pruebas directas del diseño del casco. Una vez las pruebas sean completadas, la Armada norteamericana tendrá la opción de preparar el buque para despliegue operacional.

## Desarrollo futuro

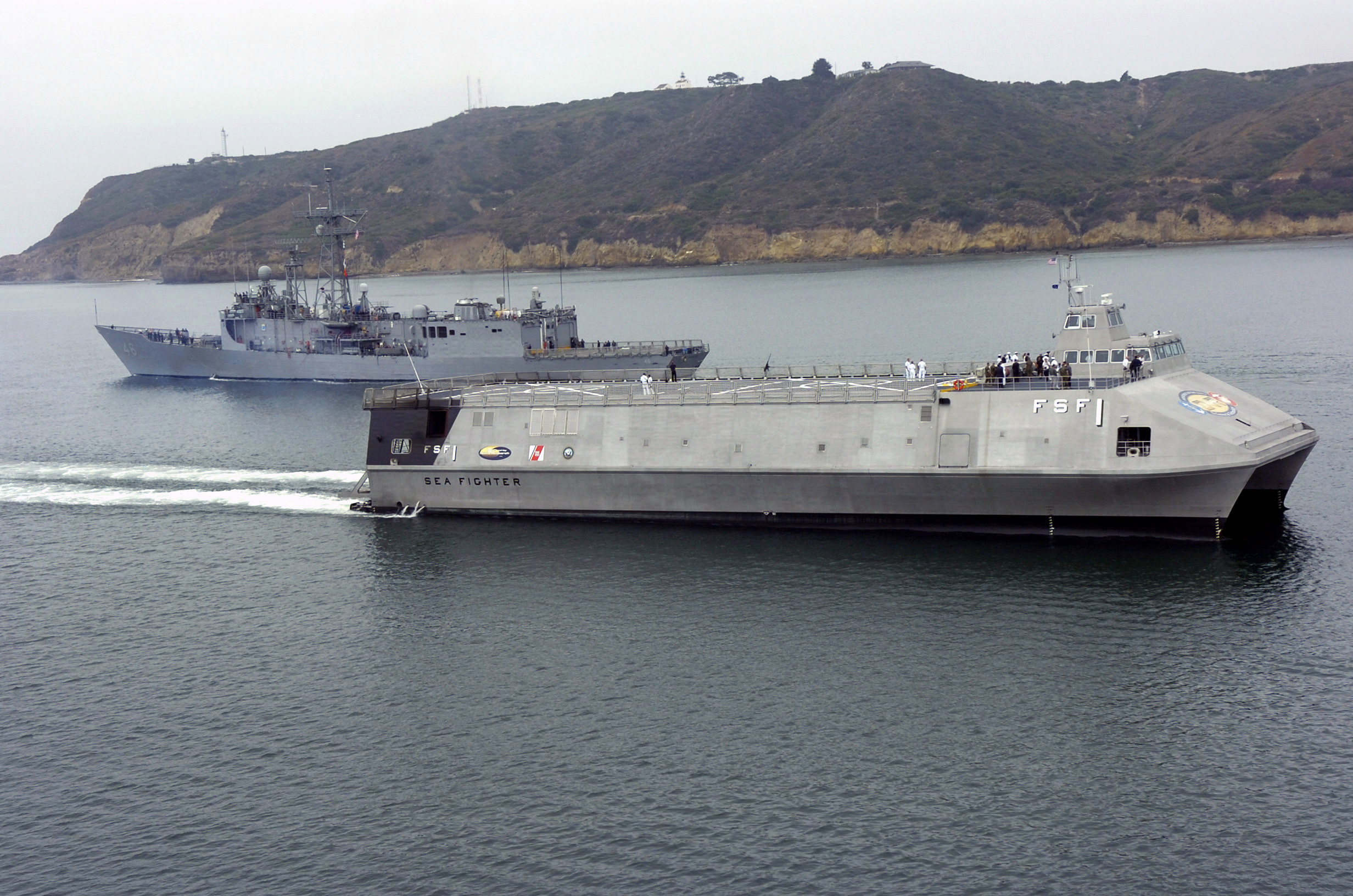
El Sea Fighteren en San Diego, Ca. con el al fondo.

La Armada de Estados Unidos y la Guardia Costera exploran conjuntamente la posibilidad de desarrollo ulterior de navíos del tipo Sea Fighter para patrullaje en aguas costeras norteamericanas. Con un rango efectivo de 4400 millas náuticas (8100 km) sin recarga de combustible, este tipo puede ser desplegado rápidamente en operaciones de ultramar. Se espera que el Sea Fighter abra camino a una futura línea de destructores rápidos, de largo alcance, capaces de navegar a velocidad para evitar o superar la mayoría de los torpedos de la generación actual. Tales barcos serían capaces de cruzar el Océano Atlántico sin ser reabastecido, además de contar con una firma de radar muy baja, que dificultaría su detección. Igualmente, serían capaces de responder deprisa a los objetivos localizados por aire o satélite y atacar navíos de superficie o sumergidos utilizando su velocidad para eludir ataques con torpedos o misiles

## Preocupaciones
Se ha expresado preocupación respecto al uso casi exclusivo de aleaciones de aluminio en la construcción del casco, así como en los navíos futuros basados en este diseño. Si bien las aleaciones de aluminio tienen una alta resistencia o fuerza específica, como desventaja éstas se funden en una temperatura más baja que el acero. Igualmente algunos han expresado preocupación de que los cascos de aluminio puedan incendiarse, aunque solamente el polvo de aluminio se considera inflamable. Otro temor es la posible aparición de corrosión galvánica entre el casco de aluminio y los acoples de acero, como sucedió al buque de combate litoral USS Independencia.